# 안경서
안경서(중국어 정체자: 安慶緒, 간체자: 安庆绪, 병음: Ān Qìngxù, 723년 ~ 759년 3월 25일)는 연의 2대 황제로 안사의 난을 주도한 안록산의 장남이다. 초반에 안록산은 장안을 함락하며 승승장구(乘勝長驅) 하였으나, 당나라 군도 반격을 하였다. 이즈음 안경서는 아버지를 죽이고 자신이 2대 황제로 군림한다. 하지만, 자신도 안록산의 부장이었던 사사명에게 살해된다. 이렇게, 안사의 난은 반란군 내부의 내분으로 결국 실패하고 만다. 사사명의 아들 사조의가 사사명을 죽이고 군을 지휘하지만 당군에 패해 자살한 뒤에 난은 진압된다.

## 같이 보기
- 안사의 난
  - 안록산

| 전임 안록산 | 연 (안사)의 2대 황제 757년 ~ 759년 | 후임 사사명 |